# الاستعدادات للأعاصير

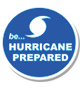
شارة الاستعداد للأعاصير من وزارة الصحة والخدمات البشرية للولايات المتحدة الأمريكية.

للتخفيف من حدة آثار الأعاصير والحد من الأضرار والإصابات المصاحبة لها لابد من التخطيط والعمل في آن واحد قبل أن يضرب الإعصار الاستوائي المنطقة.
قد تتضمن الاستعدادات جهود وتحضيرات من الأفراد بالإضافة إلى جهود مركزة من الحكومات وبعض المنظمات الأخرى.

## تاريخ الاستعداد للأعاصير
قامت العاصفة الأخيرة في الولايات المتحدة بالتحديد بتوجيه الاهتمام إلى التدابير التي يمكن استخدامها لخفض أضرار البنية التحتية. وقد أدت الرياح الشديدة والطريقة التي بنيت بها المباني بأضرار تقدر بالملايين في المناطق المتضررة في الولايات المتحدة الأمريكية.
تُقاس بعض رموز عناوين المباني باستخدام القياس البسيط كرموز المباني الخاصة بولاية فلوريدا، [دعوة قضائية لازمة] والتي تأثرت بالملاحظات العلمية والدراسات التي أخذت من معهد الجامعة الدولي في فلوريدا  وتلك الأبحاث أطلق عليها مسمى مركز أبحاث الأعاصير الدولي.

## الاستعدادات الفردية
اطلع أيضا على: إدارة الطوارئ
يتخذ قرار العمل على الاستعدادات الفردية فقط في حالة طلب الجهات المختصة إخلاء المنطقة التي ستتأثر بإعصار استوائيّ. أما إذا كان الإخلاء مستحيلا أو غير هاما، فهنالك استعدادات أخرى تتضمن تخزين المؤن وتأمين المنازل ضدّ الرياح الشديدة والأمطار الغزيرة، والتخطيط المسبق مع الآخرين قبل وصول العاصفة إلى اليابسة. تشمل أدوات الاستعداد للأعاصير عادة على [دعوة قضائية لازمة] ماء صالح للشرب ومختومة وجبة جاهزة للأكل والإسعافات الأولية ووصفات أدوية في أوعية مختومة وبطاريات تعمل ضد الماء أو مصابيح يدوية مصباح كهربائيّ ومذياع، وصافرة أو أي جهاز يصدر صوت، وأداة متعددة الاستخدام مع سكينة، وبطاقات الهوية والبطاقات الطبية، وأيّ سجلات ضروريّة طبيّة، أكياس أو حاويات للماء قابلة للنقل، وغيرها من اللوازم المفيدة للبقاء على قيد الحياة.
وقد يتضمن الاستعداد أيضا مناقشة خطط الإخلاء بالطائرات والطرق، وإبلاغ الآخرين عن هذه الطائرات قبل وقوع الكارثة. أما الإخلاء إلى ملاجئ الأعاصير فيعتبر خيار أخير للحماية من خطر الأعاصير [دعوة قضائية لازمة]. أما المأوى الفضائي فهو خيار أول ويقدم أولا للحفاظ على الحياة البشرية. يطلب من مهندسي المباني المصممة كملاجئ في فلوريدا أن تُشَيَّد فقط للتوافق مع الحد الأدنى من متطلبات المخطط القابلة للتطبيق أثناء القيام بالتصميم الخاص بالمبنى [دعوة قضائية لازمة]. بعض الملاجئ توفر فقط الحماية للاجئين من المطر والرياح ولكنها لا توفر الغذاء والماء ودورات المياه والفراش.

## تعديل المنازل
أهم قرار قد يتخذه مالك المنزل أن يختار موقع المنزل بعيداً عن الساحل وعن الأعاصير. فبغض النظر عن الحماية من تأثير الرياح العاتية فقد تغمر مياه البحر المبنى أو تدمره مياه العواصف. للتخفيف من آثار الرياح العاتية وما يرتبط بها من آثار الحطام، يمكن فحص المنزل من قبل ذوي الخبرة المهنية تقدم العديد من شركات الحماية استشارات مجانية كجزء من استراتيجية التسويق الخاصة بهم. قامت ولاية فلوريدا باتخاذ عدة إجراءات لمساعدة ملاك المنازل في المنطقة المتأهبة لمواجهة الإعصار من خلال برنامج منحة فلوريدا للمنازل وسلامتها. يستلم ملاك المنازل المؤهلين على تثمين مجاني لقيمة المنزل وذلك بسبب تجهيزه للإعصار. وينفق ملاك المنازل مبالغ تعويضية من ولاية فلوريدا تصل إلى 5000 دولار كحد أقصى.[دعوة قضائية لازمة]
هنالك مجالين رئيسين يتم التركيز عليهما عند العمل في تحسين المنزل وهما: سقف المنزل ومداخله. فيمكن تحديث وتعديل المنازل على تحمل الظروف القاسية الناتجة من الأعاصير المدارية وتتضمن التعديلات الأكثر شيوعاً تعزيز السقوف الجلمونية بإضافة صمغ على ألوح السقف، وتركيب أطواق الأعاصير ومقاطع لضمان بقاء السقف في مكانه بالرغم من الرياح الشديدة. والمصاريع المقاومة للأعاصير وأيضا الزجاج المقاوم قد يساعد على إبقاء النوافذ مغلقة ضد الأمطار الغزيرة والحطام المتطاير جراء الرياح الشديدة.
يعتبر تعزيز أبواب المرآب ومداخل المنزل من أكثر الممارسات شيوعاً عند الاستعداد. فقد يتم حماية أبواب المرآب بأنسجة لوحية مصنوعة من نسيج قوي يعمل على تدعيم وتعزيز الباب.
الهدف من هذه المنتجات والتدابير البسيطة هو تقليل احتمال وقوع أضرار جسيمة في المنزل. ولكن ليست هنالك أيّة ضمانة بأن تلك التدابير ستحمي المنزل ضد أي نوع من العواصف والحطام المتطاير منها وبالرغم من ذلك منزل محمي جيداً أفضل من مواجهة إعصار بمنزل ذو حماية ضعيفة أو بلا حماية بتاتاً.

## التحضير المنظم

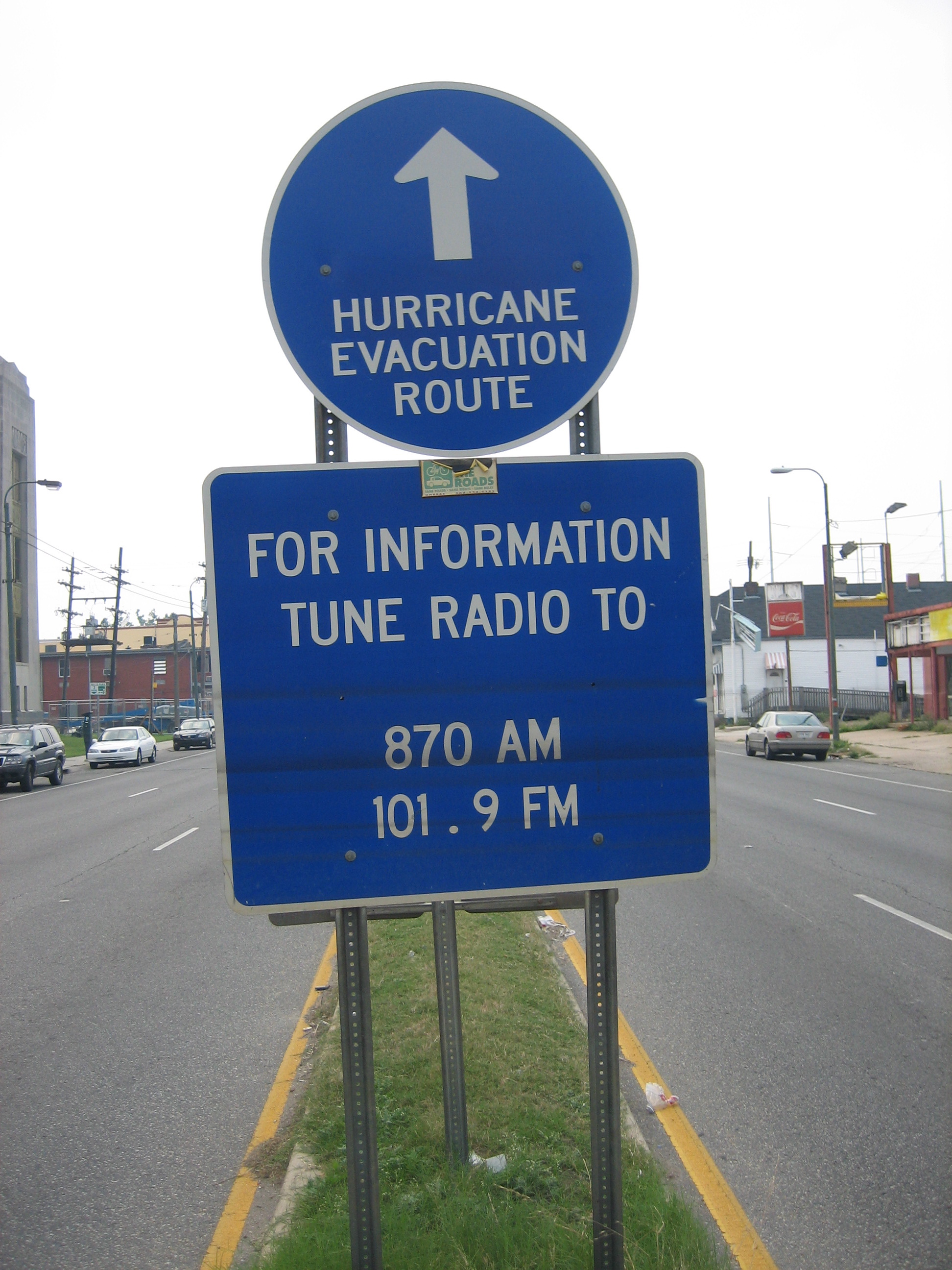
تظهر لوحه إخلاء طريق تولاين افينيو التحذيرية في نيو أورلينز خطوط نشأت نتيجة مياه الفيضانات الناتجة من إعصار كاترينا

تستخدم سياسات معينة للتخفيف من أضرار الأعاصير وذلك عن طريق جعل المباني والبنى التحتية أكثر مقاومة ضد تأثيرات الأعاصير المدارية. بالإضافة للمرافق التي قد تكون في خطر محتم حيث أن الهيكل الداخلي قد يتضرر نتيجة للتعرض للماء إذا تم اختراق غلاف المبنى، وذلك عادة نتيجة الرياح قوية الناتجة من الأعاصير والعواصف المدارية وعلى الرغم بأن الضغط المنخفض الناتج من الرياح العالية السرعة والمتدفقة فوق سطح المبنى قد يسبب بفشل السقف في حماية الأغلفة الداخلية للمبنى، إلا أن النوافذ المحطمة -أيضاً- تسمح بدخول الهواء ذو الضغط المرتفع مسبباً اختلافا شاسعا في الضغط وبذلك يؤدي إلى زيادة احتمالية فشل السقف، ونواتج الضغط المرتفع من المداخل كالنوافذ والأبواب هي إحداث فجوة فيها وذلك بعد أن تقوم الرياح العاتية بقذف الحطام عليها.

## شهادة المنتجات
بعض الرموز تساعد على الاستفادة من منتجات الأعاصير البسيطة والإلزامية [دعوة قضائية لازمة]، [باعتبار أن هذا المجال هو جديد نوعا ما في البناء، هنالك عدد قليل من المعايير للاختبار العناوين الموحد أو شهادات المنتج الصادرة من المنشآت الخاص بالمنتج نفسه ].

## اختبار المرافق
ليس هنالك اختبار قياسي واحد أو مرافق قادرة على حمايه المبنى بأكمله. محطه اختبار الأعاصير في أستراليا قادره على اختبار أنظمه المباني كالأسقف والكسوة الخارجية، وتعمل على اختبار غير مباشر لجميع المباني الصغيرة عن طريق تحميل هيكل المباني لمحاكاة ضغط الرياح عليها في الولايات المتّحدة الأمريكيّة تتضمن اختبار المرافق في الإف ام للأبحاث الجامعية العالمية كل من اختبار الرياح على الأسقف والتي تصل سرعتها حتى 260 كم }}, واختبار رفع الأسقف باستخدام جداول الشفط في مقاييس الصناعة.

## محاكاه الأعاصير
طور فريق جامعه فلوريدا، والذي يقوده مجموعه من المتخصصين أقوى آلة محاكاه في العالم القادرة على محاكاه الاعاصير فهي قادره على استنساخ رياح تبلغ سرعتها 190 كم واعاده محاكاه المطر  فهي تحتوي على ثمان مراوح ضخمه متصلة بأربع محركات تعمل بالديزل وتحتوي على خزان ماء يصل حجمه إلى 19000 لتر يعمل على ابقاء المحركات بارده. تعمل الجامعة حاليا على تصميم نوافذ ضد الماء وبلاط ضد الرياح وهياكل اقوى.
لقد تم استعمال هذه الآلة في برنامج «ميث باسترز» لاختبار ما إذا كانت مقوله «انه من الأفضل الإبقاء على النوافذ مفتوحه وقت الإعصار عوضا عن اغلاقها» (وتم اثبات خطأ المقولة)